# 1905 en Colombie-Britannique
Chronologie de la Colombie-Britannique
- 1901
- 1902
- 1903
- 1904
- 1905
- 1906
- 1907
- 1908
- 1909

Cette page concerne des événements qui se sont produits durant l'année 1905 dans la province canadienne de Colombie-Britannique.

## Politique
- Premier ministre : Richard McBride.
- Chef de l'Opposition :  James Alexander MacDonald
- Lieutenant-gouverneur : Henri-Gustave Joly de Lotbinière
- Législature :

## Naissances

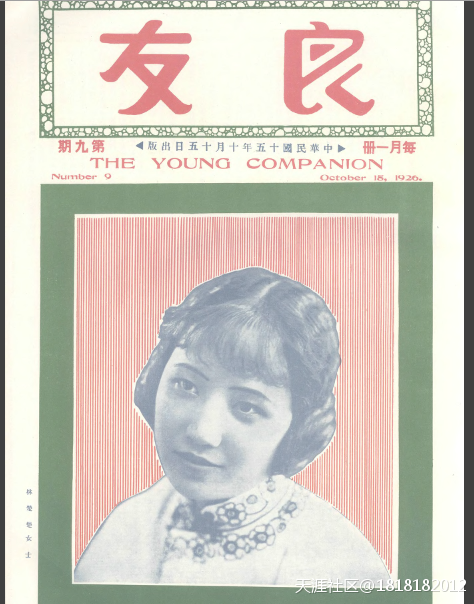
Lin Cho Cho

- 21 janvier à Victoria  : Lim Cho Cho (林楚楚, décédée le 16 février 1979), de son vrai nom Florence Lim, aussi connu sous le nom de Lin Chuchu ou Lam Cho Cho,  actrice sino-canadienne active dans le cinéma chinois et hongkongais de 1925 à 1954.